# Чапарро, Эрнесто
Эрне́сто Чапа́рро (исп. Ernesto Chaparro; 4 января 1901 — 10 июля 1957) — чилийский футболист, защитник, участник Олимпийских игр 1928 года и чемпионата мира 1930 года.

## Биография
Играл за клуб «Коло-Коло». В сборной дебютировал на Олимпийских играх в Амстердаме, провёл на турнире три матча. Спустя два года вошёл в заявку на чемпионат мира 1930 года в Уругвае, где сыграл в двух встречах: против сборных Франции и Аргентины. После завершения чемпионата больше не выступал за сборную.
| Матчи и голы Эрнесто Чапарро за сборную Чили | Матчи и голы Эрнесто Чапарро за сборную Чили | Матчи и голы Эрнесто Чапарро за сборную Чили | Матчи и голы Эрнесто Чапарро за сборную Чили | Матчи и голы Эрнесто Чапарро за сборную Чили | Матчи и голы Эрнесто Чапарро за сборную Чили | Матчи и голы Эрнесто Чапарро за сборную Чили |
| -------------------------------------------- | -------------------------------------------- | -------------------------------------------- | -------------------------------------------- | -------------------------------------------- | -------------------------------------------- | -------------------------------------------- |
| №                                            | Дата                                         | Место проведения                             | Соперник                                     | Счёт                                         | Голы                                         | Турнир                                       |
| 1                                            | 27 мая 1928                                  | Амстердам, Нидерланды                        | Португалия                                   | 2:4                                          | -                                            | Олимпийские игры 1928                        |
| 2                                            | 5 июня 1928                                  | Арнем, Нидерланды                            | Мексика                                      | 3:1                                          | -                                            | Олимпийские игры 1928                        |
| 3                                            | 8 июня 1928                                  | Роттердам, Нидерланды                        | Нидерланды                                   | 2:2                                          | -                                            | Олимпийские игры 1928                        |
| 4                                            | 19 июля 1930                                 | Монтевидео, Уругвай                          | Франция                                      | 1:0                                          | -                                            | Чемпионат мира 1930                          |
| 5                                            | 22 июля 1930                                 | Монтевидео, Уругвай                          | Аргентина                                    | 1:3                                          | -                                            | Чемпионат мира 1930                          |

Итого: 5 матчей / 0 голов; 2 победы, 1 ничья, 2 поражения.